# Zabytki w Międzyzdrojach
Według dostępnych informacji zawartych na stronach Narodowego Instytutu Dziedzictwa, w Międzyzdrojach znajduje się łącznie 56 zabytków wpisanych do rejestru Wojewódzkiego Konserwatora Zabytków.
Poniżej przedstawono ich listę wraz z typami:
- Kościół:

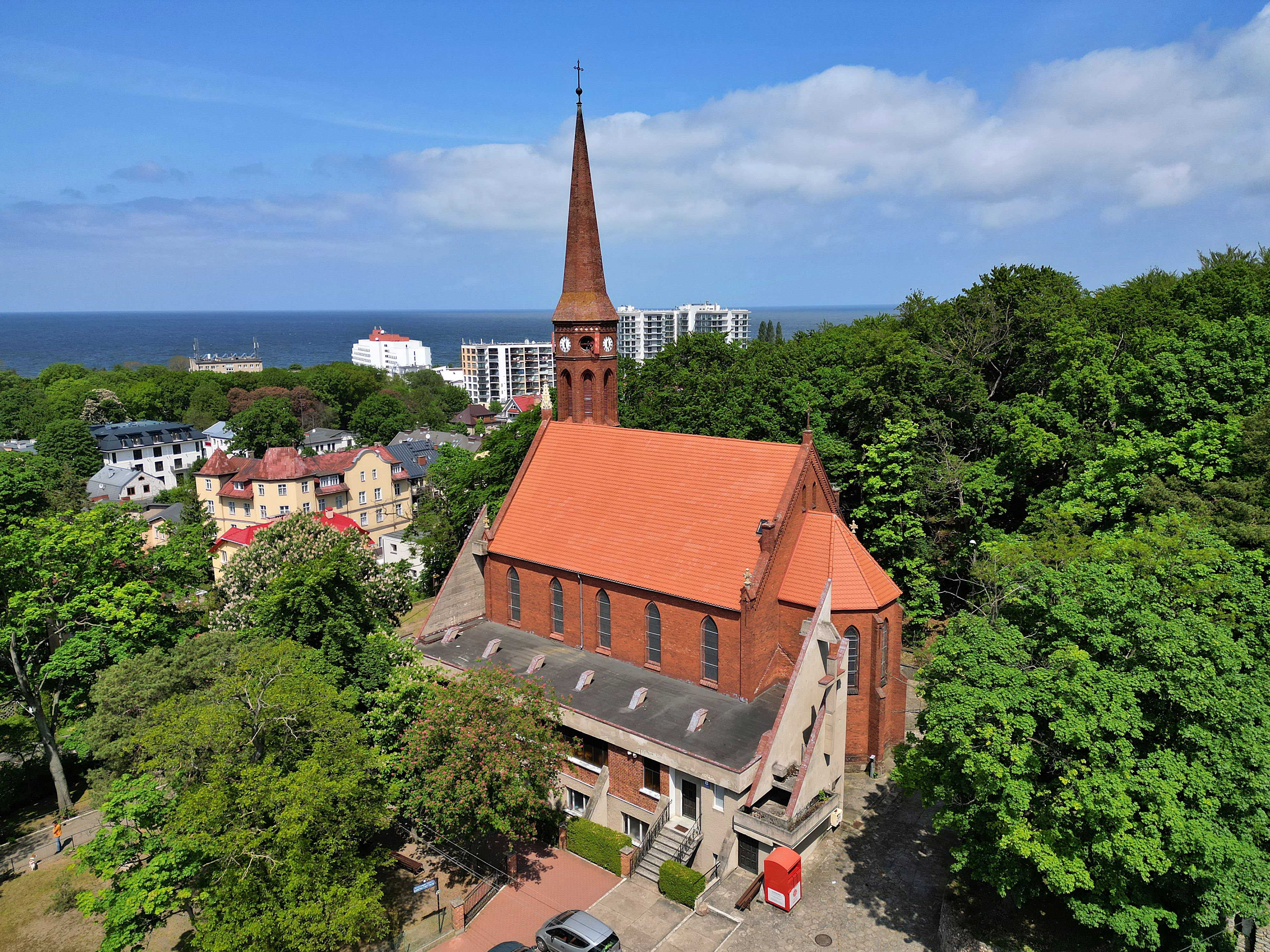
Kościół Św. Piotra Apostoła

  - dawny kościół ewangelicki, obecnie rzymsko-katolicki kościół parafialny pw. św. Piotra Apostoła, z lat 1861-62, ul. Lipowa 2,

- Obiekty związane z zakonem:

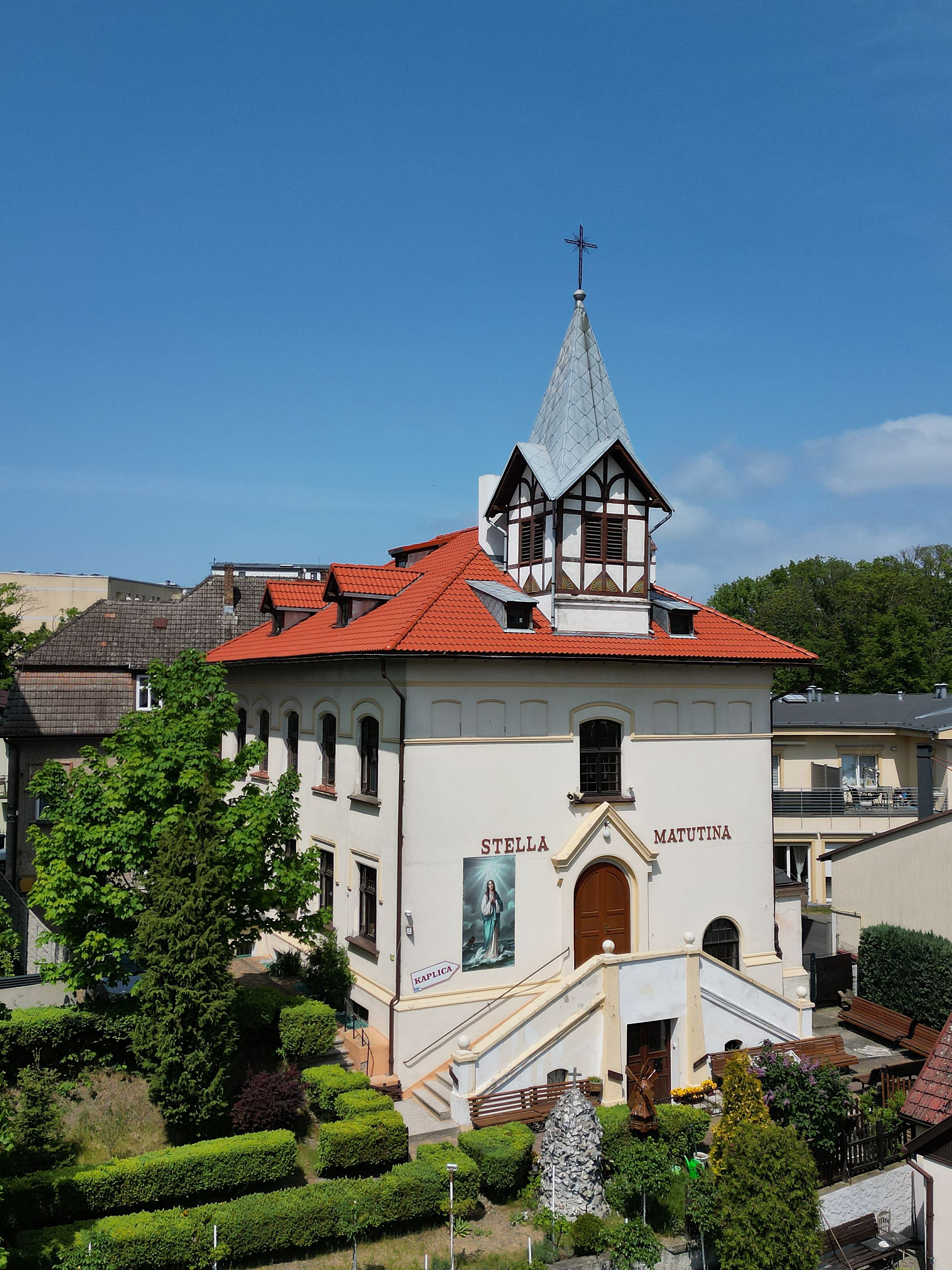
kaplica Stella Matuttina

  - kaplica zakonna ss. boromeuszek Stella Matutina, 1901-02, ul. Krótka 5,
  - pensjonat „Villa Martha (ob. dom ss. boromeuszek), ul. Zdrojowa 5c, XIX/XX, 1912

- Zespół Domu Zdrojowego:

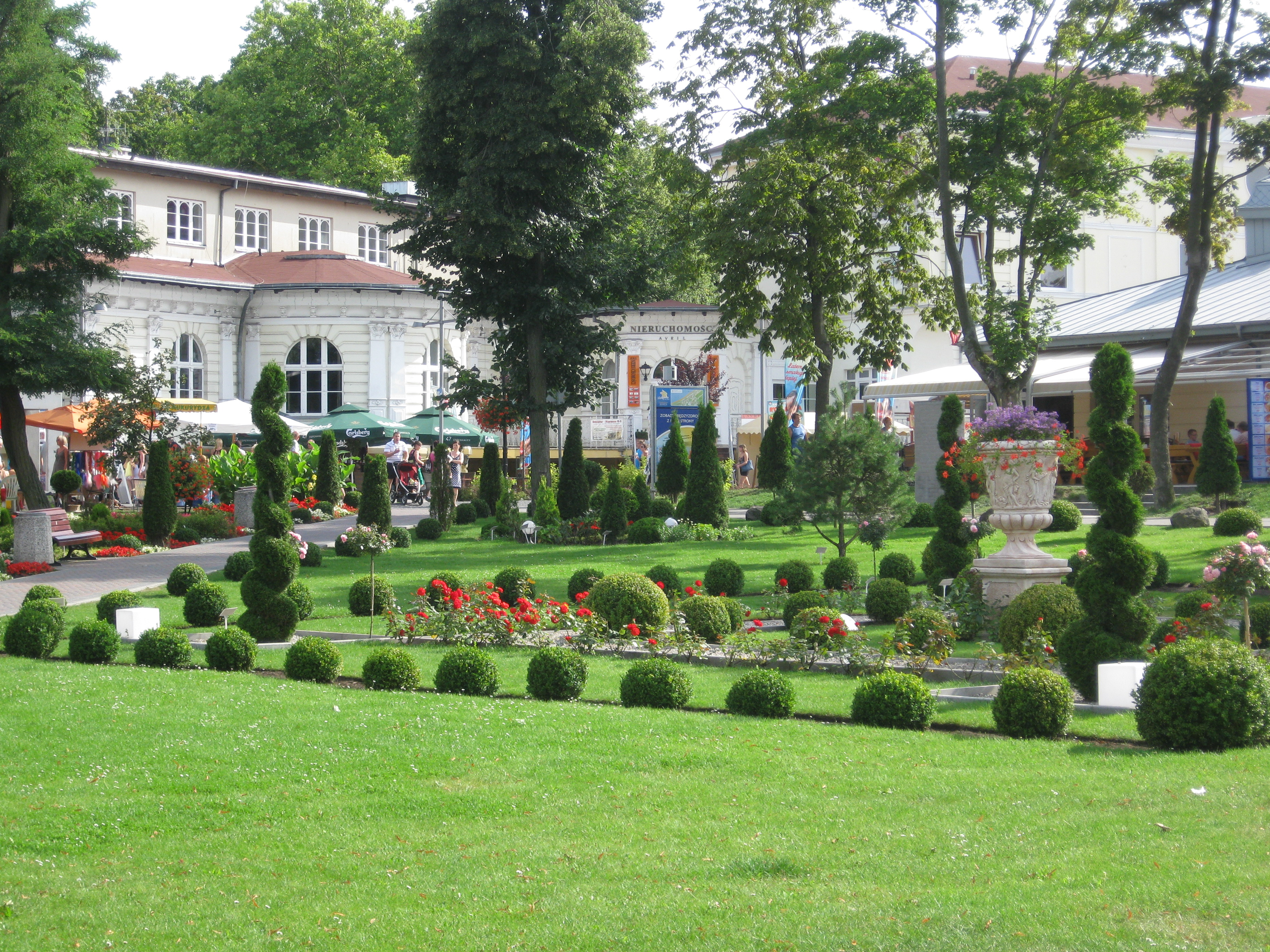
Park Zdrojowy

  - dawny Dom Zdrojowy obecnie Międzynarodowy Dom Kultury, z 1860 i końca XIX, ul. Bohaterów Warszawy 20,
  - Park Zdrojowy, z XIX/XX w., ul. Bohaterów Warszawy

- Budynki kolejowe:

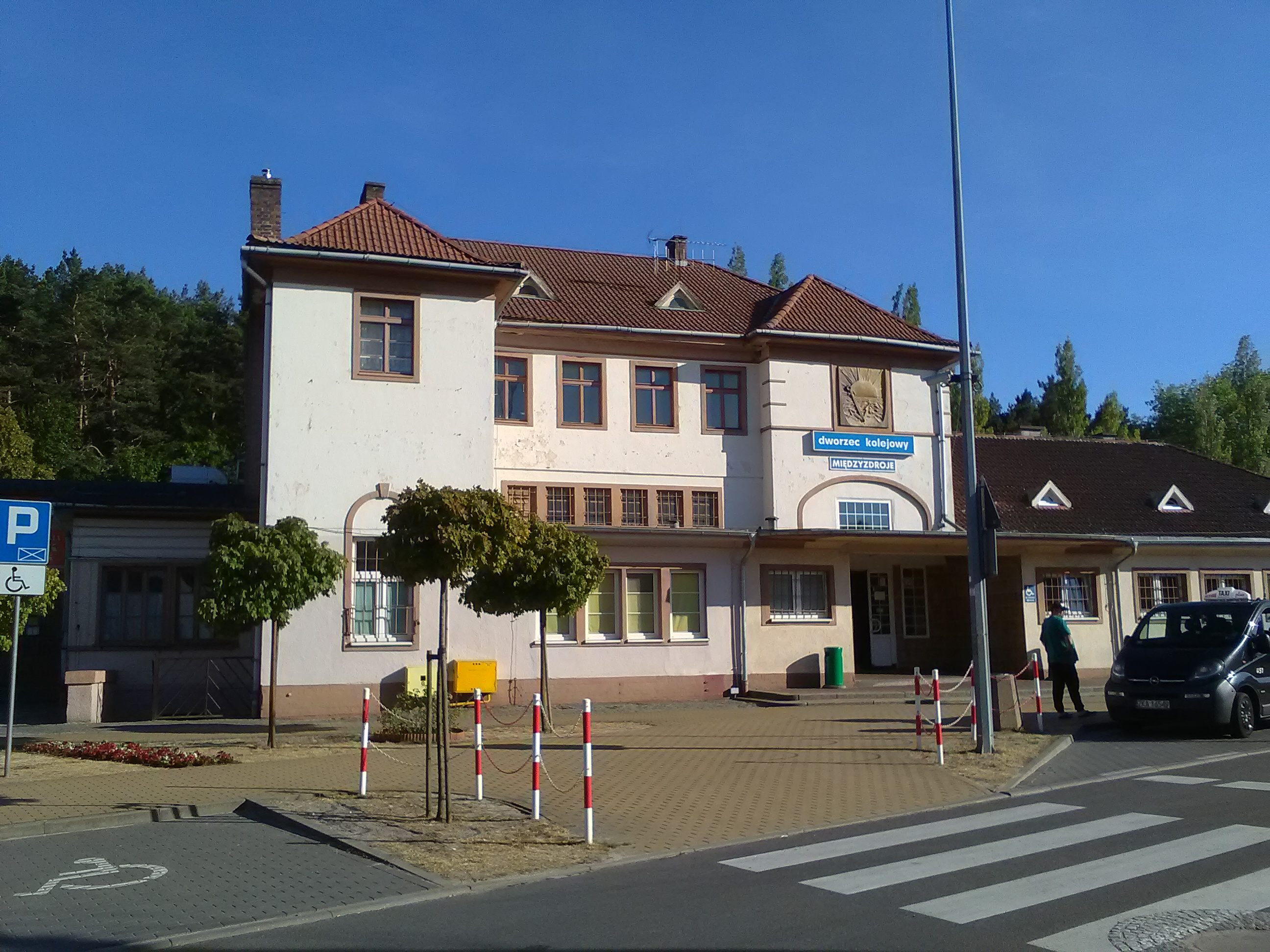
dworzec w Międzyzdrojach

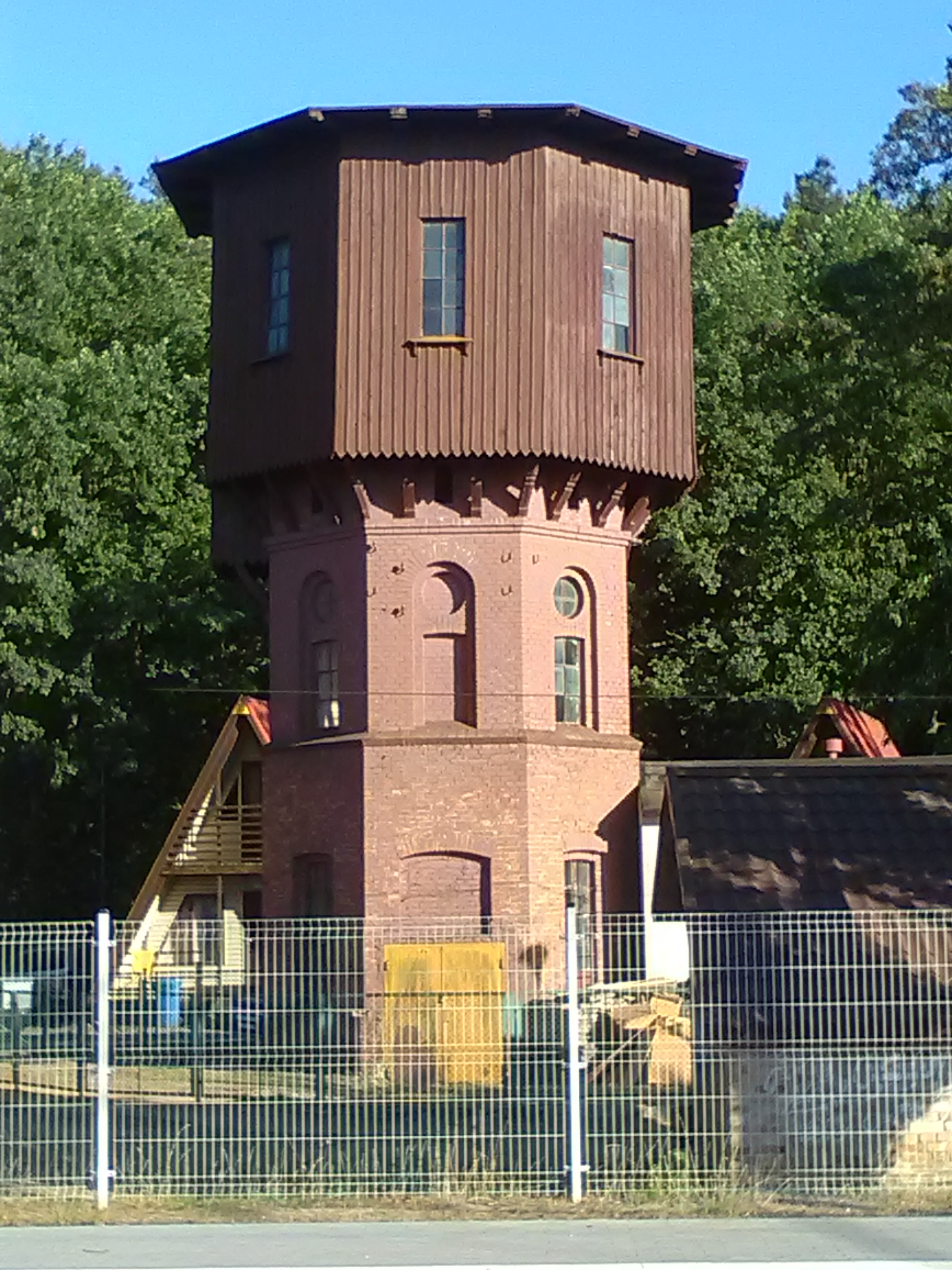
kolejowa wieża ciśnień

  - budynek dworca kolejowego z peronem i wiatą peronową
  - magazyn kolejowy
  - wieża ciśnień, ul. Za Torem 1,

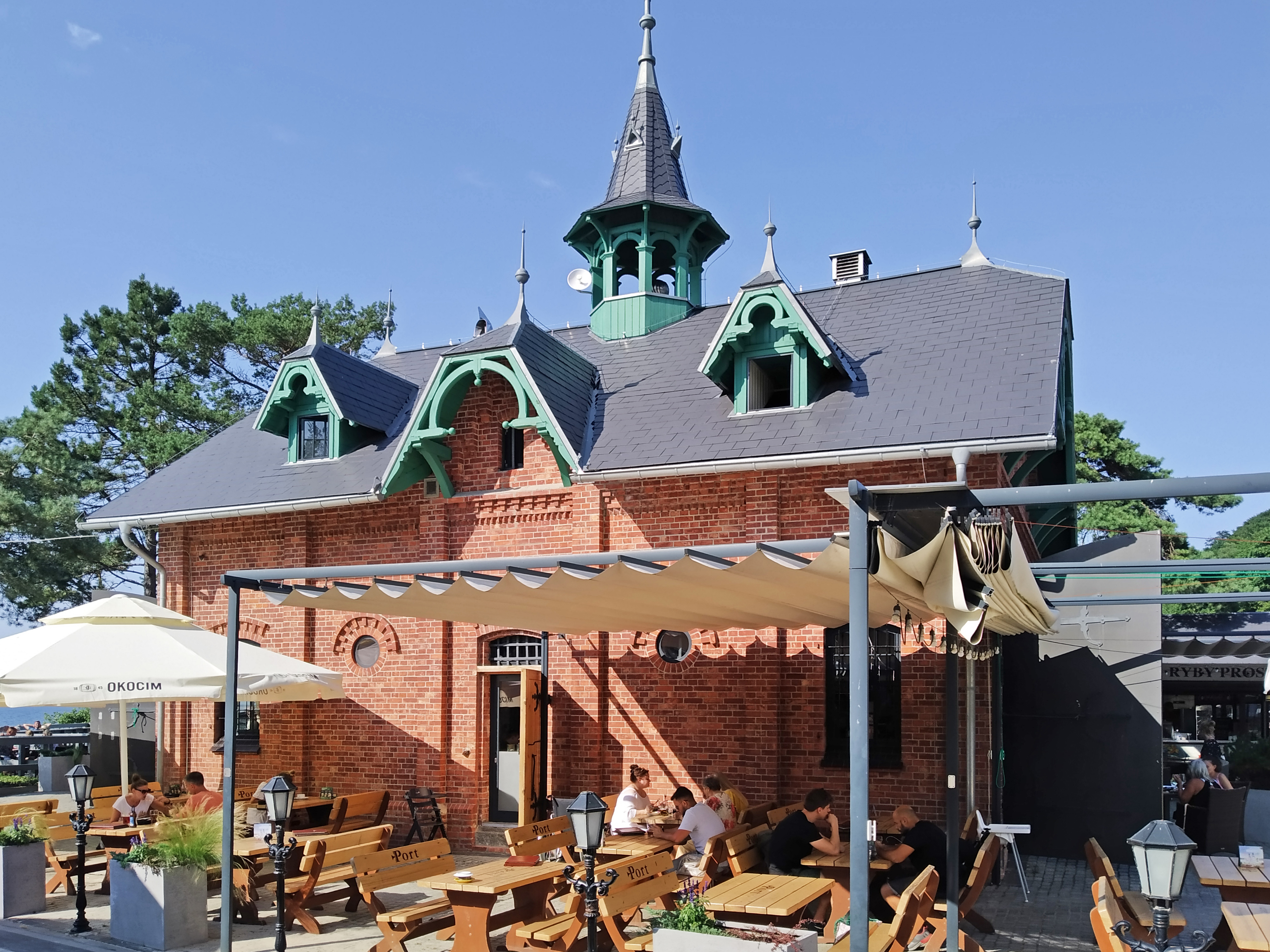
budynek Stacji Ratownictwa Morskiego w Międzyzdrojach

- dawna Stacja Ratownictwa Brzegowego, z przełomu XIX/XX w., ul. Promenada Gwiazd 13,

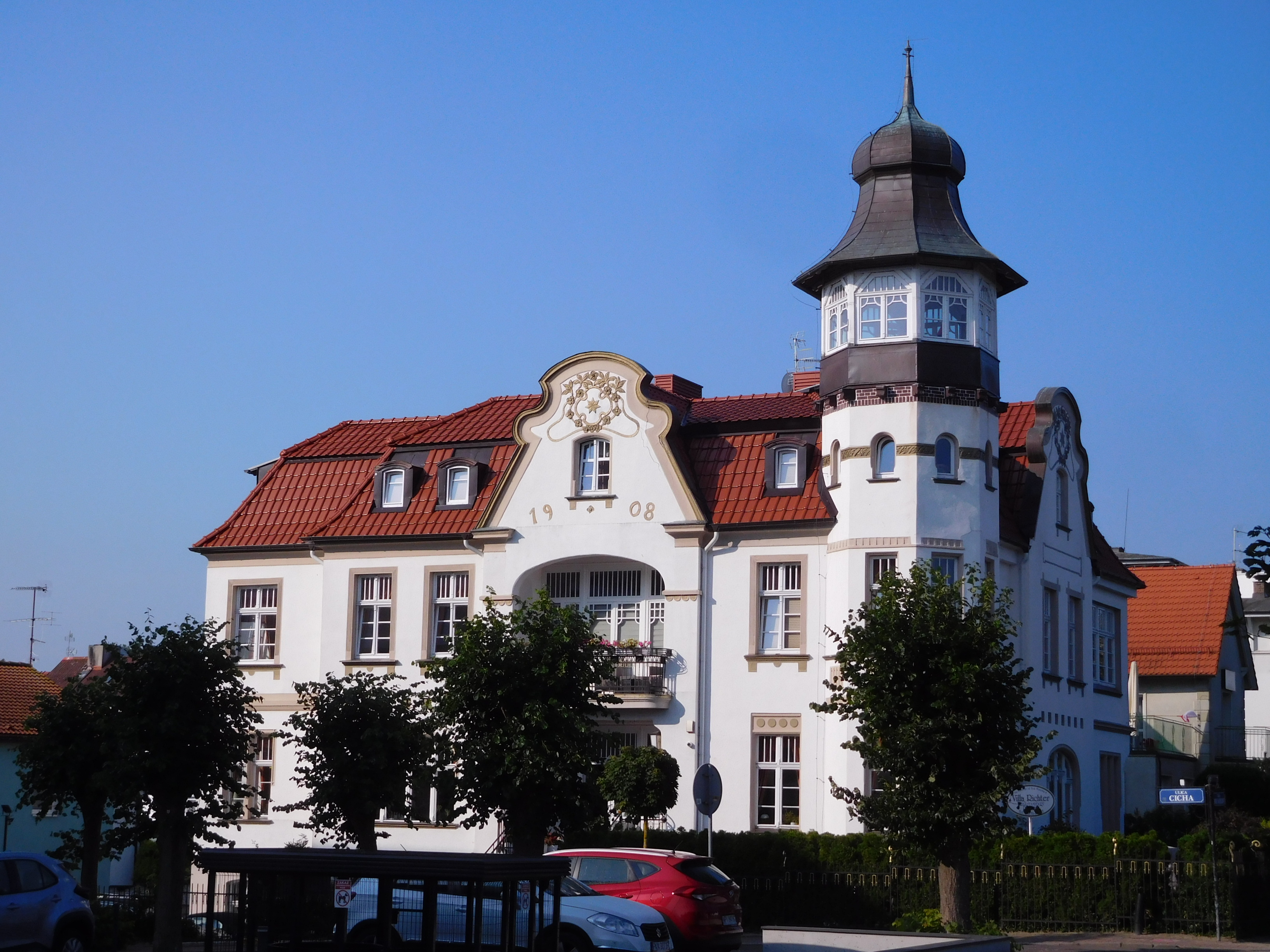
Willa Richter przy Bohaterów Warszawy 4

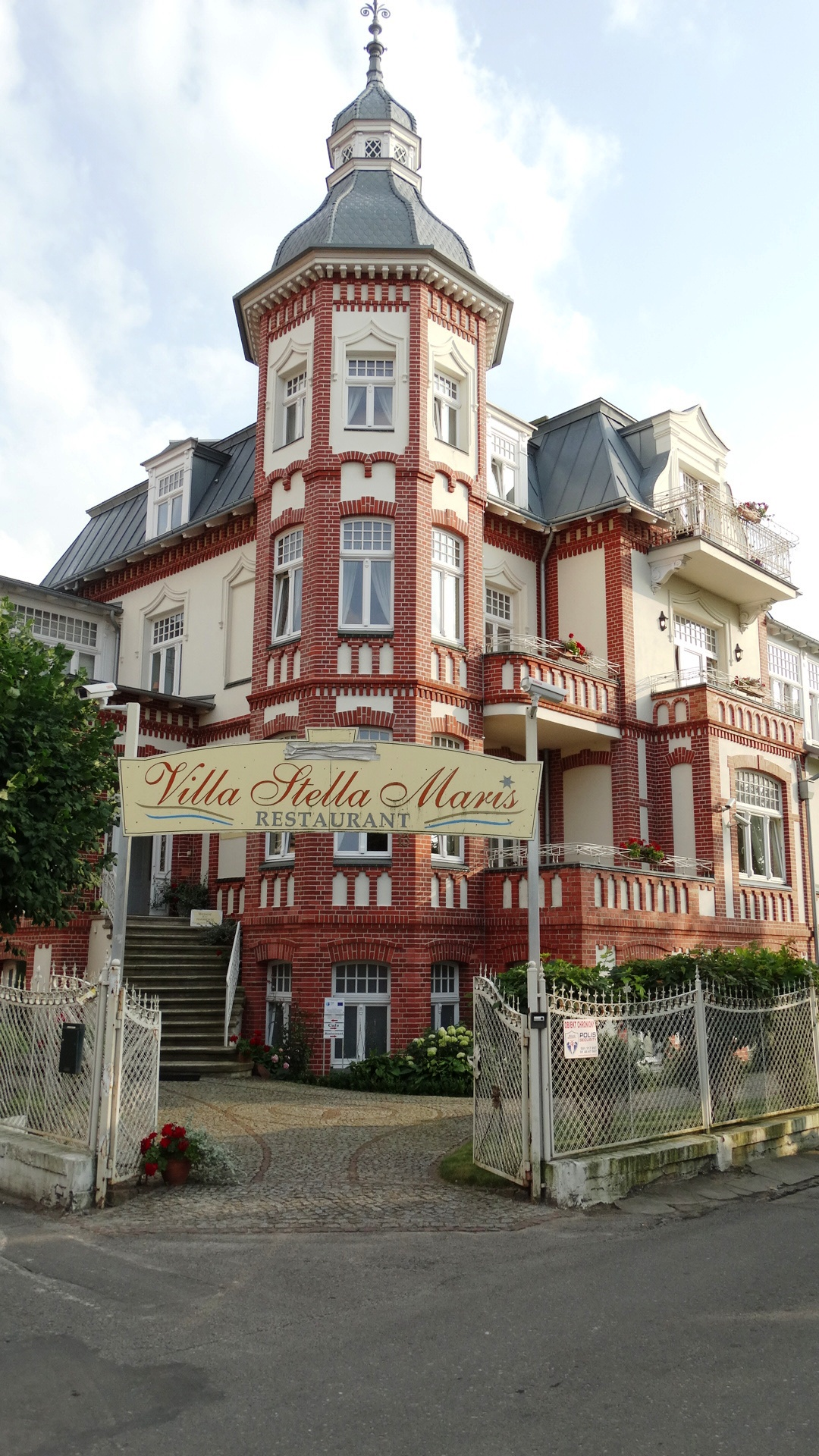
Stella Maris przy Bohaterów Warszawy 13

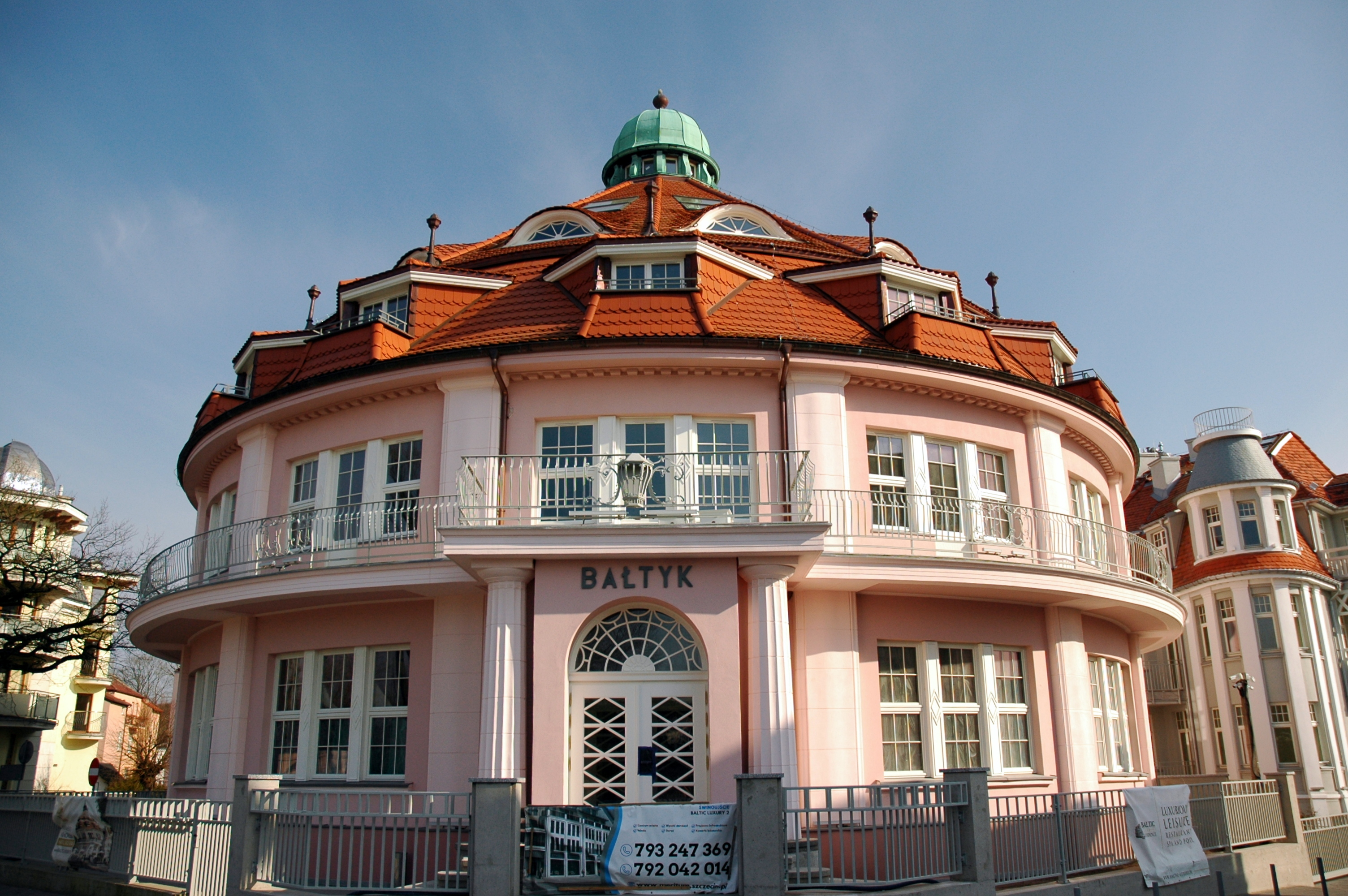
Hotel Bałtyk (dawny Hotel Seeblick) przy Bohaterów Warszawy 14

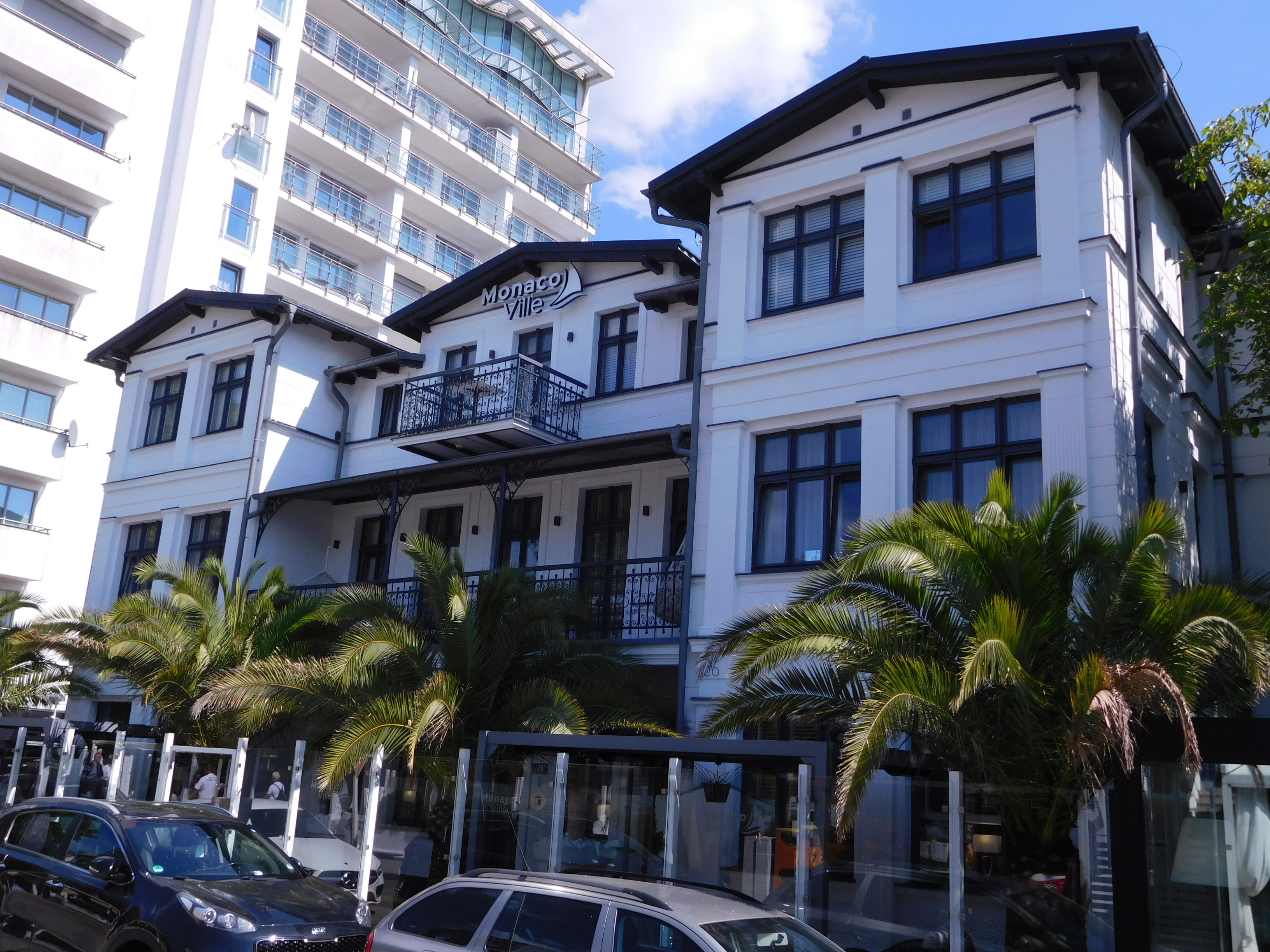
dawna Villa Waldburg, dziś Monaco Ville przy Promenadzie Gwiazd 26

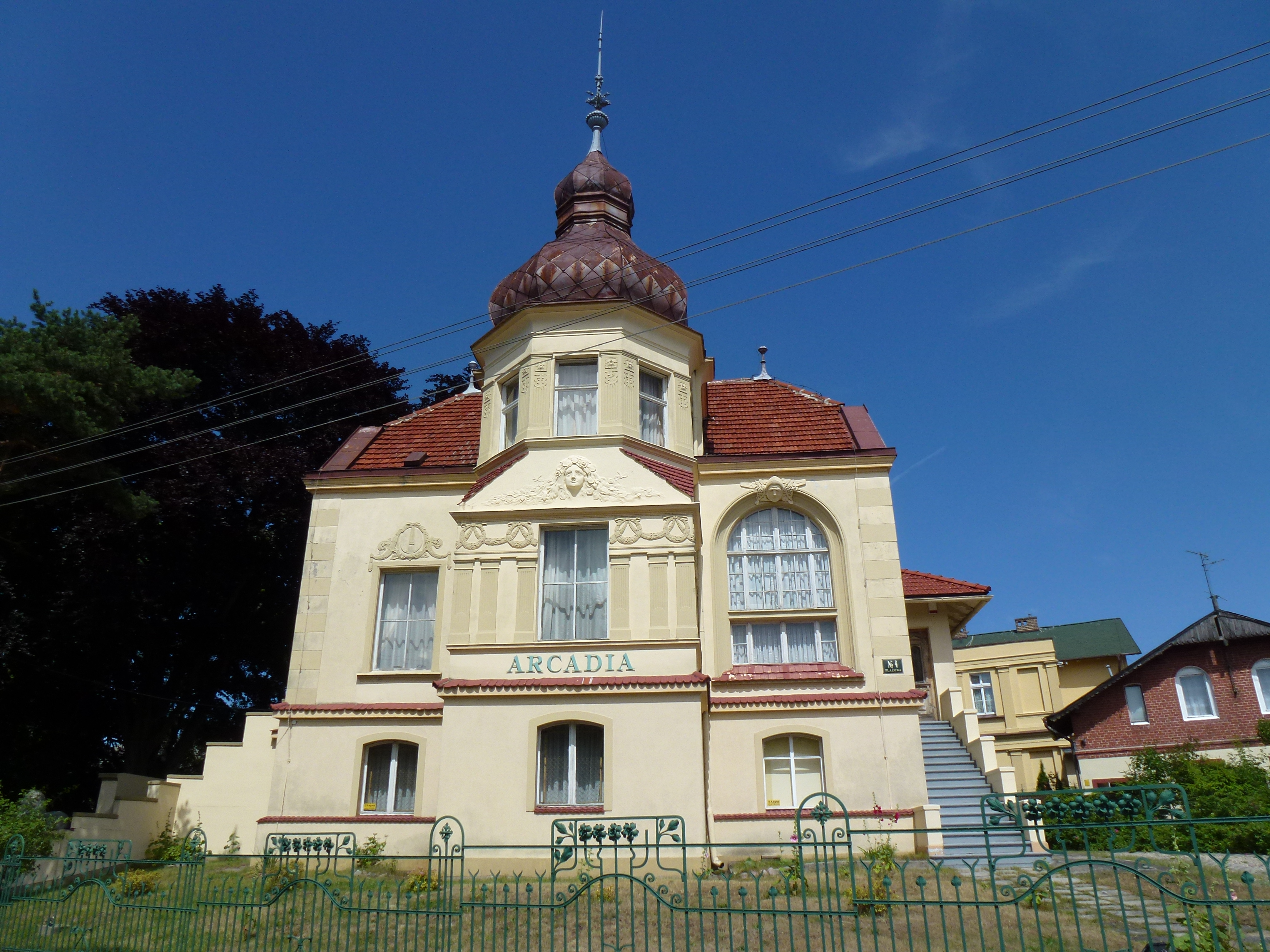
dawny Pension Rudno, dzisiejsza Villa Arkadia przy Plażowej 4

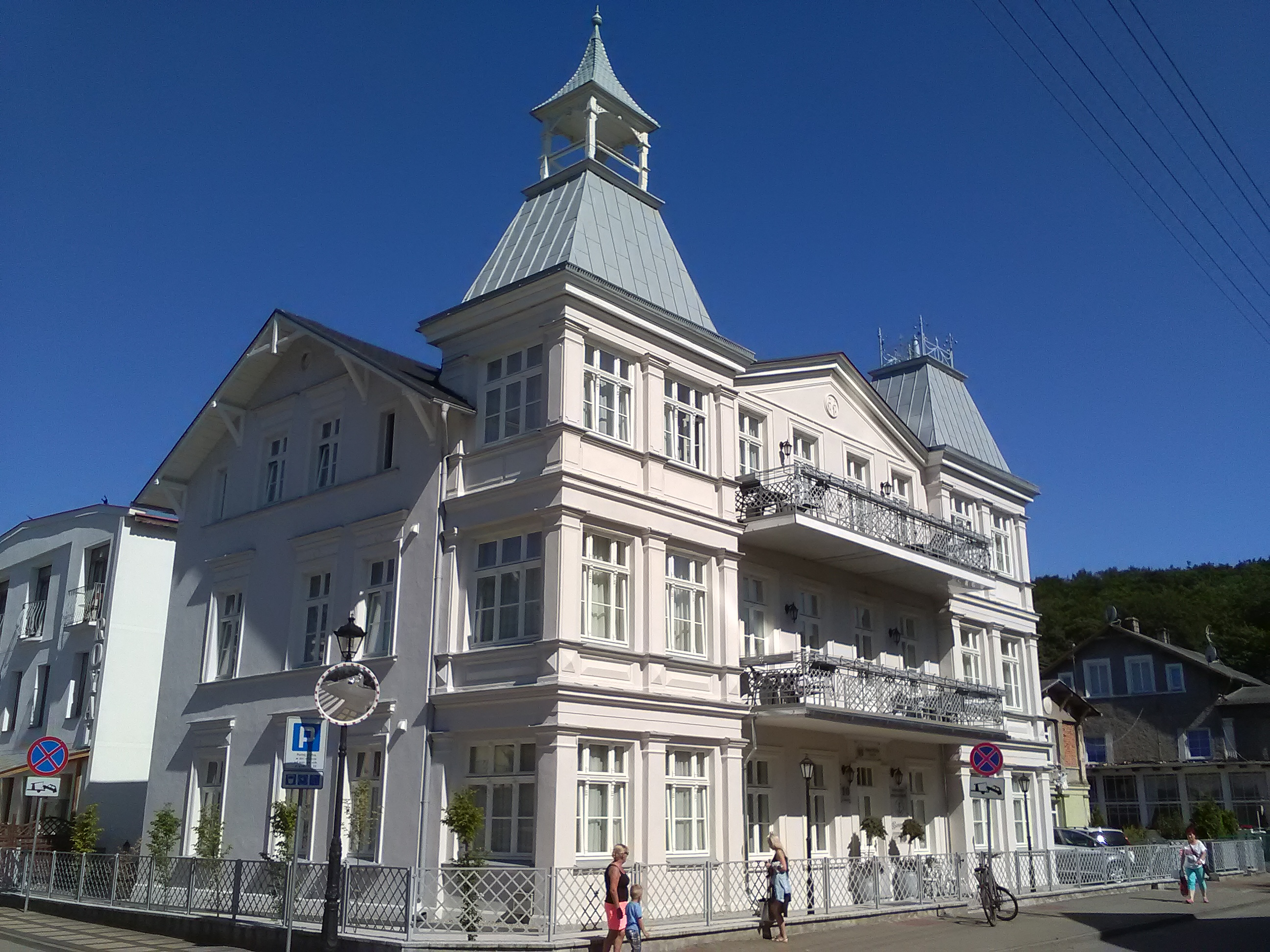
dawny Haus Mann przy Pomorskiej 10

- Zabytkowe wille, hotele i pensjonaty z przełomu XIX/XX w.:
  - Willa Richter, 1908, ul. Bohaterów Warszawy 4, obecnie Rybitwa I,
  - Willa Undine, ok. 1900, ul. Bohaterów Warszawy 7,
  - Haus Randowa Meer, ok. 1900, ul. Bohaterów Warszawy 8,
  - Villa Sedina, ok. 1900, ul. Bohaterów Warszawy 9,
  - Brick am Meer, ok. 1900, ul. Bohaterów Warszawy 10,
  - pensjonat, 1906, ul. Bohaterów Warszawy 11, obecnie dom wczasowy Rybitwa V
  - pansjonat, 1904, wraz z ogrodem, ul. Bohaterów Warszawy 13, obecnie dom hotel  Stella Maris i restauracja La Spezia
  - hotel Seeblick, murowano-drewniany, 1890-1927, ul. Bohaterów Warszawy 14, obecnie dom wczasowy Bałtyk,
  - Villa Ohm, ok. 1900, ul. Bohaterów Warszawy 16,
  - budynek, 1905, ul. Bohaterów Warszawy 18,
  - Wilhelmshöne, murowano-ryglowy, 1905, ul. Dąbrówki 13,
  - Villa Saxonia, 1900, ul. Kopernika 3,
  - Villa Friede, 1890, ul. Kopernika 5,
  - Villa Nina, ryglowy, XIX/XX, ul. Kopernika 6,
  - Haus Meerestrieden, 1900, ul. Kopernika 12,
  - Villa Hedwig, 1900, ul. Książąt Pomorskich 24,
  - pensjonat, z ok. 1910, ul. Ludowa 4, obecnie dom mieszkalny,
  - Villa Erna z ok. 1900, ul. Ludowa 10, obecnie dom wczasowy Kasia II,
  - Villa Vineta, 1901, ul. Mickiewicza 8,
  - Pension Rudno, 1900, ul. Plażowa 4,
  - Haus Mann, 1900, ul. Pomorska 10,
  - Villa Erika, z ok. 1910, ul. Pomorska 16,
  - Eichenhaus, XIX/XX w., ul. Promenada Gwiazd 16,
  - Dünenhaus, 1910, ul. Promenada Gwiazd 16,
  - Villa Bellavista, 1900, wraz z drewnianą altaną ogrodową, ul. Promenada Gwiazd 18,
  - dawna Villa Waldburg, dziś Monaco Ville 1900, ul. Promenada Gwiazd 26,
  - Patria, 1895, ul. Rybacka 1,
  - Haus Hahn, Błyskawica IV, z końca XIX, ul. Tysiąclecia Państwa Polskiego 12,
  - dom z 3. ćw. XIX, ul. Tysiąclecia Państwa Polskiego 19,
  - pensjonat, z 1915, ul. Tysiąclecia Państwa Polskiego 21, obecnie dom mieszkalny,
  - Rybitwa, 1895, ul. Wesoła 4,
  - pensjonat, z 1890, ul. Zdrojowa 5,
  - pensjonat, z 1890, ul. Zdrojowa 5a,
  - Latarnia Morska III, z 1905, ul. Zdrojowa 21,
  - pensjonat, z 1910, ul. Zwycięstwa 21, obecnie dom mieszkalny,

## Obiekty z gminnej ewidencji zabytków
Oprócz wyżej wymienionych obiektów na gminnej ewidencji zabytków są wymienione budynki:
- przy ulicy 1000-lecia Państwa Polskiego budynki o numerach: 3, 9, 12, 16, 18, 19, 21 oraz 25
- przy ulicy Bohaterów Warszawy budynki o numerach: 2,3, 4, 7, 8, 9, 10, 11, 13, 14, 16, 18, 20
- cmentarz ewangelicki
- cmentarz komunalny
- przy ulicy Dąbrówki budynki o numerach: 6, 12, 13, 15
- przy ulicy Gintera budynki o numerach: 4 i 8
- przy ulicy Gryfa Pomorskiego budynki o numerach: 2, 5, 12, 36, 43
- kaplica cmentarna
- przy ulicy Kolejowej budynki o numerach: 1, 2, 3, 5, 22, 33, 35, 51a,
- przy ulicy Kopernika budynki o numerach: 1, 2, 3, 4, 5, 6, 7, 8, 10, 12
- przy ulicy Kościuszki budynek o numerze 1
- przy ulicy Krótkiej budynki o numerach: 1, 2 i 5
- przy ulicy Książąt Pomorskich budynki o numerach: 8, 19, 22, 24, 26, 27, 27a
- przy ulicy Leśnej budynki o numerach: 2, 6, 8, 10, 15, 22, 24 oraz budynek gospodarzy pod numerem * * przy ulicy Lipowej budynki o numerach: 1 i  2
- przy ulicy Ludowej budynki o numerach: 1, 2, 2a, 4, 7 oraz 10
- przy ulicy Mickiewicza budynki o numerach: 5, 6, 7, 7a, 8, 9, 11, 15, 17, 19
- przy ulicy Mieszka I budynki o numerach: 2, 5, 9 oraz 11
- przy ulicy Myśliwskiej budynek o numerze 22
- przy ulicy  budynki o numerach: 3, 20, 22
- przy ulicy Plażowej budynek o numerze 4
- przy ulicy Pomorskiej budynki o numerach: 1, 2, 4, 6, 9, 10, 12, 16
- przy ulicy Poprzecznej budynek o numerze 1
- przy ulicy Promenada Gwiazd budynki o numerach: 2, 8, 12, 13, 16, 18, 26
- przy ulicy Rybackiej budynki o numerach: 1 i 6
- przy ulicy Spokojnej budynek z numerem 3
- przy ulicy Światowida budynki o numerach: 3, 10, 11, 12, 14, 15, 16
- przy ulicy Traugutta budynki o numerach: 1 i 5
- przy ulicy Wesoła budynek pod numerem 1
- przy ulicy Zdrojowej budynki o numerach: 5, 5a, 5c, 7, 15, 19, 21
- przy ulicy Zwycięstwa budynki o numerach: 13, 19, 21, 22, 31, 35, 41.

Ponadto do gminnej ewidencji zabytków wpisane są wieżyczka wschodnia oraz zachodnia przy międzyzdrojskim molo.